# Exército da Virgínia do Norte
O Exército da Virgínia do Norte (em inglês: Army of Northern Virginia) foi a mais importante força combatente dos Estados Confederados da América durante a Guerra da Secessão no teatro de operações leste. Foi o mais numeroso dos exércitos confederados. Seus combates ocorreram principalmente na Virginia oriental, Pensilvânia e Maryland. Robert Lee foi o seu comandante mais relevante. O lendário Stonewall Jackson foi comandante de um dos seus corpos. Seu oponente em quase todas grandes batalhas foi o Exército do Potomac da União.
O Exército da Virgínia do Norte foi formado em 1861, inicialmente sob nome de Exército do Potomac, nome que seria adotado posteriormente pelo seu principal adversário. P.G.T. Beauregard foi o seu primeiro comandante. Os seus sucessores foram Joseph E. Johnston e Robert Lee.
Até meados de 1863, o numericamente inferior e precariamente equipado exército confederado dominou os campos de batalha no leste. Primeira Batalha de Bull Run (Manassas I), Segunda Batalha de Bull Run (Manassas II), Batalha de Fredericksburg e Batalha de Chancellorsville foram vitórias contundentes. Das batalhas mais importantes, reveses ocorreram apenas em Malvern Hill e Antietam (Sharpsburg).
No início de Junho de 1863, a situação muda. Lee sofre a derrota no maior confronto da guerra, a Batalha de Gettysburg. A partir desse ponto, a iniciativa estratégica passa para as mãos da União, e assim permanece até o fim da guerra.
Em 1864, o agressivo Ulysses Grant assume o posto de Comandante-em-chefe dos exércitos da União e desencadeia a sua famosa Campanha Overland. Em números absolutos, as baixas federais superam as confederadas, mas em termos percentuais, a situação é inversa. Grant conta com recursos praticamente inesgotáveis para repor as suas perdas, enquanto a Confederação já beira o limite das suas possibilidades. As forças de Lee são empurradas rumo a Richmond, a capital confederada, obrigadas a aceitar uma desgastante guerra de trincheiras nos arredores de Petersburg, e finalmente forçadas a rendição. Em breve, o mesmo ocorre com os demais exércitos confederados.

## Cronologia
20 de Junho de 1861

Bandeira do Exército da Virgínia do Norte desenhada por P. G. T. Beauregard

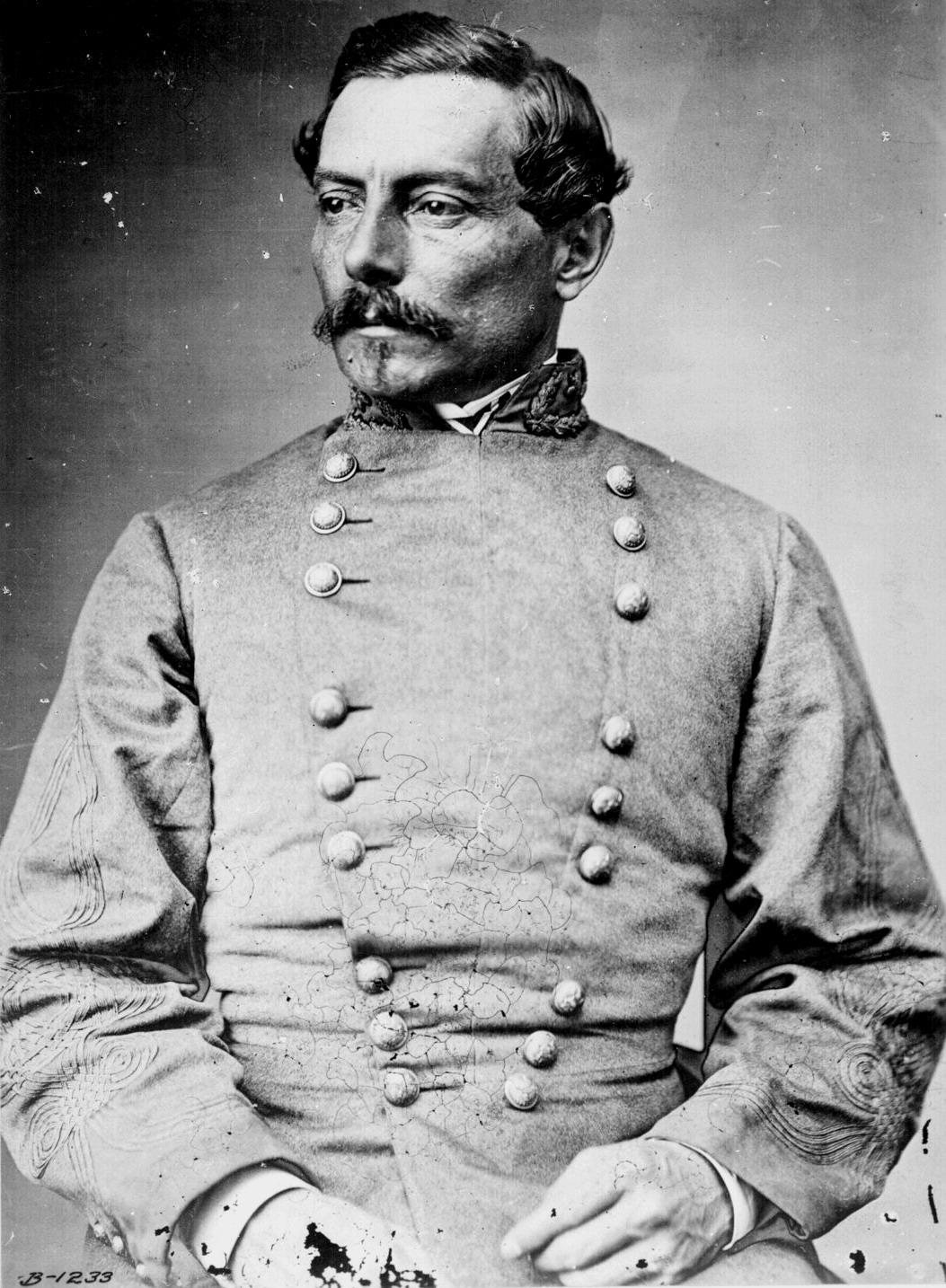
General P. G. T. Beauregard

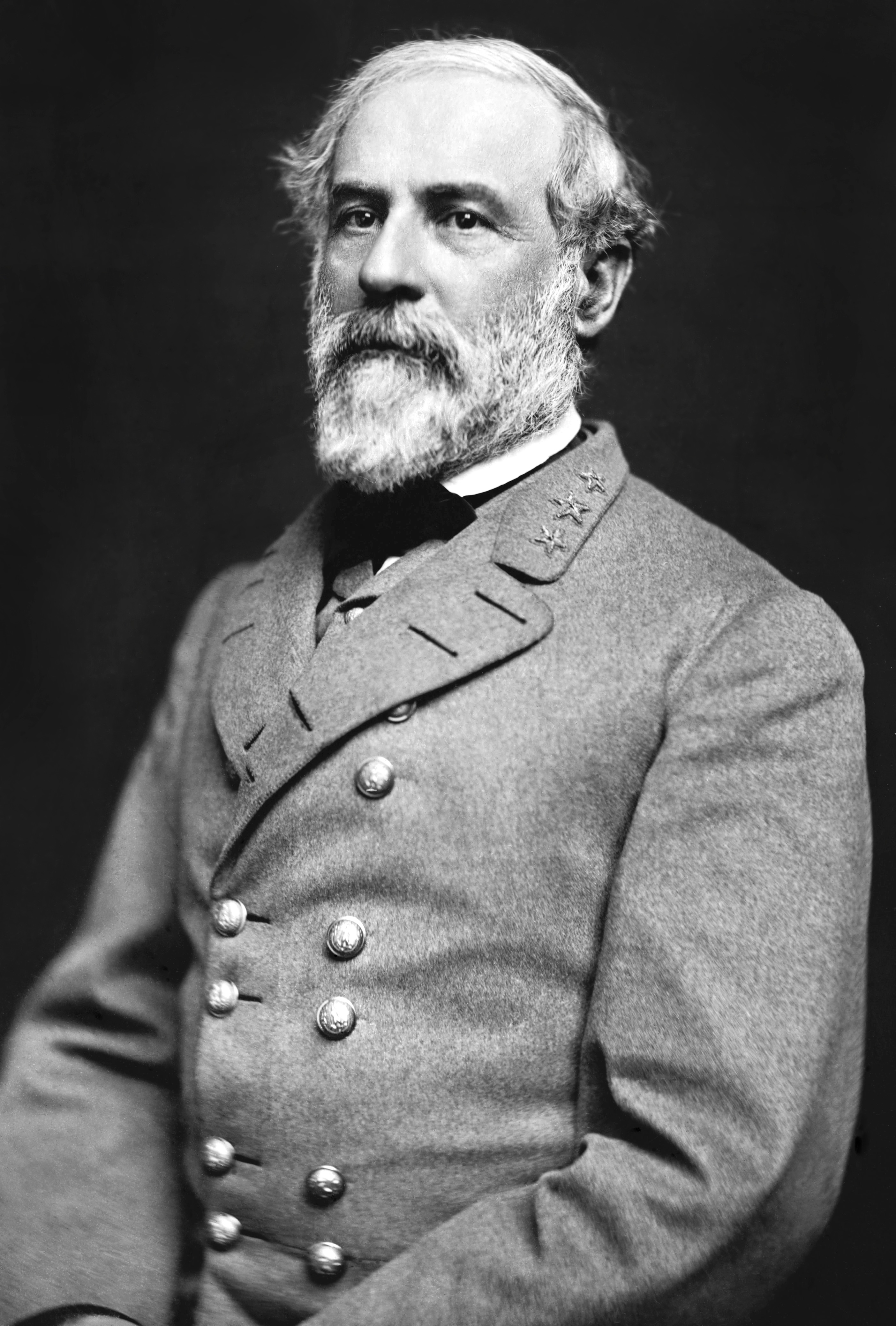
General Robert E. Lee

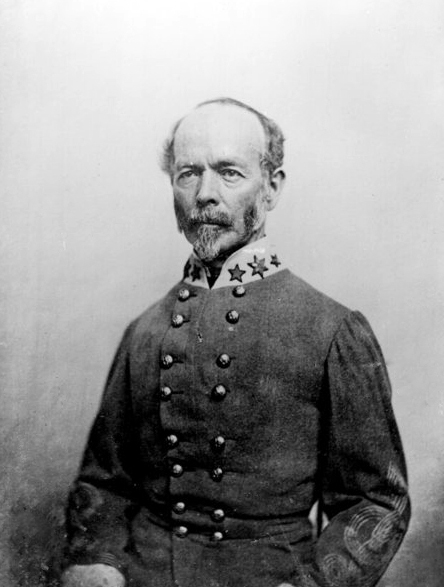
General Joseph Johnston

É formado o Exército confederado de Potomac, sob comando de P. G. T. Beauregard.
20 de Julho de 1861
Exército confederado do Potomac e fundido com o Exército do Shenandoah. Joseph E. Johnston assume o comando.
21 de Julho de 1861
Primeira Batalha de Bull Run (Primeira Batalha de Manassas) – O Exército confederado de Potomac inflige uma humilhante derrota às tropas federais, na primeira grande batalha da guerra.
14 de Março de 1862
O Exército do Potomac confederado é rebatizado como Exército da Virgínia do Norte.
14 de Março a 17 de Maio de 1862
O Exército da Virgínia do Norte é reforçado pelas unidades do Exército do Noroeste
12 de Abril de 1862
Exército da Virgínia do Norte e fundido com o Exército da Península.
17 de março a 1 de Julho de 1862
Campanha da Península. O comandante do Exército de Potomac da União, George McClellan transportou as suas tropas pelo mar até Fort Monroe, com intenção de atacar a capital confederada Richmond, marchando pela Península da Virgínia. O Exército da Virgínia do Norte recua para o sul, colocando-se no caminho da expedição dos federais. Os atacantes tiveram relativos sucessos táticos, chegando a poucas milhas de Richmond e obtiveram importantes vitórias, como a de Batalha de Malvern Hill. As ações confederadas foram marcadas pela desorganização. Mas McClellan, acreditando infundadamente estar em franca inferioridade numérica, tratou as vitórias como derrotas, retirando se paulatinamente até conseguir reembarcar suas tropas em navios, de volta para o norte.
1 de Julho de 1862
Joseph E. Johnston é ferido na Batalha de Fair Oaks (ou Batalha de Seven Pines). Robert E. Lee assume o comando do Exército da Virgínia do Norte.
2 de Setembro de 1862
Segunda Batalha de Bull Run (Segunda Batalha de Manassas) – o Exército da Virgínia do Norte inflige uma contundente derrota ao Exército da Virgínia federal, sob Gal. John Pope. Pope é exonerado e substituído pelo Gal. Ambrose Burnside.
17 de Setembro de 1862
O dia mais sangrento da história dos Estados Unidos da América – a Batalha de Antietam (Batalha de Sharpsburg). O Exército de Potomac, sob McClellan, derrota o Exército da Virgínia do Norte de Lee, mas a recusa do McClellan em comprometer as reservas priva a União da destruição completa das forças confederadas. Baixas da União atingem 12 400 homens. As confederadas chegam a 10 400. No total, mais de 3 600 homens perdem a vida.
A vitória da União dá ao Lincoln a oportunidade de proclamar a Proclamação da Emancipação.
13 de Dezembro de 1862
Batalha de Fredericksburg – A tentativa dos federais de Burnside de assaltar frontalmente as fortes posições defensivas de Lee acaba em uma desastre para os atacantes.
1 de Maio a 4 de Maio de 1863
Batalha de Chancellorsville – As tropas federais, sob Joseph Hooker são surpreendidas por um ousado ataque de um destacamento confederado sob Stonewall Jackson. Mais uma grande vitória confederada. Joe Hooker é substituído por George Meade. Entretanto, Lee perde o seu mais agressivo comandante de corpo, o famoso Stonewall Jackson.
1 de Julho a 3 de Julho de 1863
Batalha de Gettysburg – a maior batalha da história do país. Após um moderado progresso nos 2 dias iniciais da batalha, Lee lança um desastroso ataque as inexpugnáveis posições do Exército de Potomac (“Picket’s Charge”). O resultado é uma decisiva vitória da União, ganha a custo de um número de vítimas maior do que o ocorrido em qualquer outra batalha da qual os EUA tomaram parte.
Outubro e Novembro, 1863 
Campanha de Bristoe – uma série de combates taticamente inconclusivos. Primeiro Meade e depois Lee manobram para derrotar o adversário, sem sucesso. Finalmente Exército de Potomac esmaga a cabeça de ponte confederada em Rappahannock Station, forçando o Exército da Virgínia do Norte para além do rio Rapidan.
27 de Novembro a 2 de Dezembro de 1863
Batalha de Mine Run – Meade tenta aproveitar o momento em que as forças confederadas se encontram separadas em dois grupos para lançar ofensiva. O congestionamento de tropas nas estradas atrasa o ataque, tirando a surpresa tática. Meade desiste de assaltar as fortes posições defensivas de Lee.
12 de Março de 1864
Ten. Gal. Ulysses Grant assume o posto de Comandante-em-chefe dos exércitos da União, e estabelece que o seu quartel geral será junto ao Exército do Potomac. George Meade retém o comando do Exército do Potomac, trabalhando próximo ao Grant. A instrução de Grant ao Meade é seguir o exército de Lee para onde ele for. O alvo dos federais deixou de ser Richmond e passou a ser o próprio Exército da Virgínia do Norte.
4 de Maio a 24 de Junho de 1864
Campanha Overland (Campanha de Wilderness) – numa ofensiva sangrenta e repleta de reveses táticos, os federais conseguem uma dramática vitória estratégica: em 8 semanas Lee é empurrado rumo à Richmond e finalmente confinado em Petersburg. A campanha compreende algumas das mais importantes batalhas da guerra, notavelmente as de Wildreness, Spotsylvania Court House e Cold Harbor.
9 de Junho de 1864 a 25 de Março de 1865
Cerco de Petersburg – Após nove meses de guerra de trincheiras, um prenúncio ao que seria a I Guerra Mundial, o Exército da Virginia do Norte abandona a cidade de Petresburg, um entroncamento viário de suma importância. Com a queda de Petersburg, a capital confederada Richmond é evacuada, pois a sua defesa torna-se logisticamente inviável.
29 de Março a 9 de Abril de 1865
Campanha de Appomattox – Os exaustos e mal abastecidos homens de Lee lutam uma série de batalhas desesperadas, tentando escapar do cerco. Em 9 de Abril, o Exército do Potomac recebe a rendição do Exercita da Virgínia do Norte, e do seu lendário comandante Robert E. Lee em Appomattox.
Antes do fim de Junho, os demais exércitos confederados também entregam as armas. A União é restabelecida e a escravidão proibida em todo o território dos EUA.